# 小反屈変形二十・二十・十二面体
小反屈変形二十・二十・十二面体（しょうはんくつへんけいにじゅう・にじゅう・じゅうにめんたい、Small retrosnub icosicosidodecahedron）または小逆反屈変形二十・二十・十二面体(しょうぎゃくはんくつへんけいにじゅう・にじゅう・じゅうにめんたい、Small inverted retrosnub icosicosidodecahedron)とは、一様多面体の一種である。

## 性質
- 構成面: 正三角形100枚（2枚重なったものが20枚+その他60枚）、正5/2角形12枚、計112枚
- 辺数: 180
- 頂点数: 60
- 頂点形状: (35, 5/3)/2
- ワイソフ記号: | 3/2 3/2 5/2
- 枠: 構成面が正確な正多角形ではない切頂十二面体
- 双対: Small hexagrammic hexecontahedron